# 龍雲寺 (岐阜市)
龍雲寺（りゅううんじ）は岐阜県岐阜市芥見にある大日如来を本尊とする曹洞宗の寺院で、山号は護国山。美濃新四国57番札所、ぎふ七福神毘沙門天札所。
もと創建不詳の真言宗高野山末の寺院として芥見北山に所在したが、天正年間に織田信長が美濃に侵攻した際兵火に曝され荒廃したと伝わる。その後江戸時代に入って外室祖教が龍泰寺18世長霊正鎮を開山として招き、曹洞宗の寺院となった。再建時期が龍泰寺と重なったため、生じた余剰の資材を受け取っている。2世清岩禅師より現在地に移転した。濃尾地震で被害を受けたが復興を果たす。また、梵鐘は戦時供出によりいったん失われており、戦後新たに入手したものを用いている。